# 발터 카우프만 (물리학자)

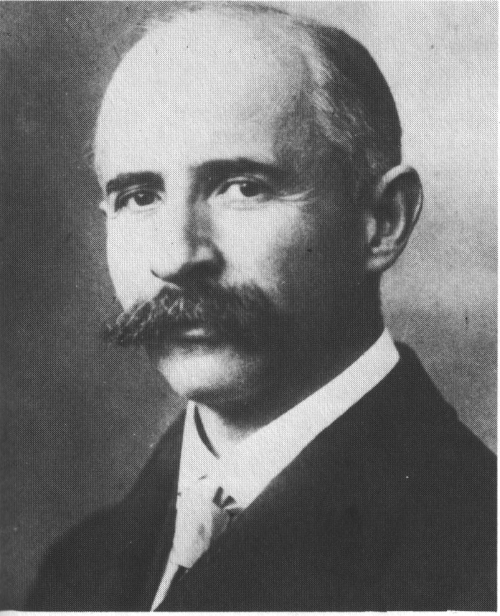
발터 카우프만

발터 카우프만(독일어: Walter Kaufmann, 1871년 6월 5일 ~ 1947년 1월 1일)은 독일의 물리학자이다. 질량이 속도에 따라 변한다는 점을 최초로 실험으로 증명하여 유명하다. 이 실험으로 특수 상대성 이론을 포함한 현대물리학의 발전에 기여하였다.
1890년부터 1891년까지 베를린 공과대학교와 뮌헨 공과대학교에서 기계공학을 전공했다. 1892년 베를린 훔볼트 대학교와 뮌헨 대학교에서 물리학을 전공했으며 1894년 박사 학위를 취득했다. 1896년 베를린 훔볼트 대학교와 괴팅겐 대학교에서 물리학 연구소 조수로 채용되었고 1899년 본 대학교 물리학과 임시 교수로 채용되었다. 베를린 물리학 연구소에서 실험물리학과 교수로 근무했으며 1935년 은퇴할 때까지 쾨니히스베르크 대학교에서 물리학 연구소 교수로 근무했다. 은퇴 이후에는 프라이부르크 대학교에서 초청 강사로 근무했다.

## 같이 보기
- 특수상대론의 역사